# Arm Den Haag
Arm Den Haag is een Nederlandstalig lied uit 1975, gezongen door Wieteke van Dort (in haar rol van Tante Lien), met tekst van Willem Wilmink en muziek van Harry Bannink. De tekst van het lied (gezongen in het Nederlands met een Indisch accent) refereert aan de gevoelens van verdriet en heimwee die veel Indische Nederlanders ervoeren na de onafhankelijkheid van Indonesië (door de betrokkenen vaak het verlies van Indië genoemd). Veel Indische Nederlanders voelden zich ontheemd en beroofd van hun moederland. Velen van hen kwamen terecht in Den Haag, dat hierdoor de bijnaam Weduwe van Indië verwierf.